# RIM-24 Tartar
Дженерал Дайнемикс RIM-24 „Тартар“ (на английски: General Dynamics RIM-24 Tartar) е американски зенитно-ракетен комплекс клас „кораб-въздух“. Представлява намалено копие на ЗРК RIM-2 „Териер“. През 1963 г. ракетата получава обозначението RIM-24. ЗУР в комплекса „Тартар“ е ракетата RIM-2 без стартов ускорител.
Комплексът RIM-24 Tartar е постановен на трите ракетни крайцера от типа „Олбани“ (CG-10 – CG-12), двата атомни ракетни крайцера от типа „Калифорния“ (DLGN 36 – 37), 23 разрушителите с УРО от типа „Чарлз Ф. Адамс“ (DDG 2 – 24) и 4 от типа „Дикейтор“ (DDG 56 – 59): всичко на 32 кораба на ВМС на САЩ. Комплексът също е доставян като зенитно въоръжение за корабите на Италия, Франция и Нидерландия.
Стойността на производство на една ракета е 402 500$. Общо са произведени 2400 бр. от ракетите RIM-24A, RIM-24B и RIM-24C на семейството Tartar.

## ТТХ

### RIM-24 A
- Дължина: 4,57 м.
- Диаметър: 0,343 м.
- Размах на крилата: 0,61 м.
- Тегло: 580 кг.
- Скорост: 1,8 М. (603 м/с).
- Далечина на полета: 14, или по други данни 18 км.
- Височина на стрелбата: 16,1 км.
- Тегло на бойната глава: 59 кг.

### RIM-24 B
- Дължина: 4.72 м.
- Диаметър: 0.343 м.
- Размах на крилата: 0,61 м.
- Тегло: 590 кг.
- Скорост: 1.8 М (603 м/с).
- Далечина: 30 км.
- Височина на стрелбата: 20 км.
- Тегло на бойната глава: 59 кг (130 фунта).

### RIM-24 C
- Дължина: 4,72 м.
- Диаметър: 0.343 м.
- Размах на крилата: 0,61 м.
- Тегло: 594,75 кг.
- Скорост: 1.8 М (603 м/с)
- Далечина: 32,4 км (17,5 морски мили)
- Височина на стрелбата: 20 км.
- Тегло на бойната глава: 59 кг.

## Галерия
- Зенитно-ракетния комплекс RIM-24 Tartar
- Ракета RIM-24
- Пункт за управление на ракетната стрелба на ЗРК RIM-24 Tartar
- ЗРК RIM-24 Tartar на фрегатата с УРО „Дарвин“ (FFG 04)
- ЗРК RIM-24 Tartar на крайцера с УРО „Колумбус“ (CG-12)

## Коментари
1. ↑  Буквите показват принадлежността към определен класː ВВ – линкор, СС, CL, СА – съответно линеен, лек или тежък крайцер, CV – самолетоносач, DD – разрушител, SS – подводница и т.н.